# Szendy Árpád
Szendy Árpád, Szendi (Szarvas, 1863. augusztus 11. – Budapest, 1922. szeptember 10.) zongoraművész és -tanár, zeneszerző.

## Életpályája
Édesapja, Szendy (1863-ig Golnhoffer) György gimnáziumi tanár, anyja Baltazár Ludovika (Lujza) volt.
Szendy a budapesti Nemzeti Zenedében Zapf Antal, a Zeneakadémián Gobbi Henrik (zongora) és Koessler János (zeneszerzés) tanítványa volt. 1883–84-ben Liszt Ferenc is oktatta. 1888-tól maga is tanított az akadémián, 1890-ben tanárrá nevezték ki, s egészen haláláig volt az intézmény egyik vezető zongoratanára, 1911-től a művészképzőt irányította.
1920-ban a Magyar Országos Zeneművészeti Tanács ügyvezető alelnökévé és a Nemzeti Zenede elnök-igazgatójává nevezték ki, de betegsége miatt a következő évben lemondott.
Életében pedagógusként, komponistaként nagy tisztelet övezte.
Sírja a Fiumei úti sírkertben van.. 

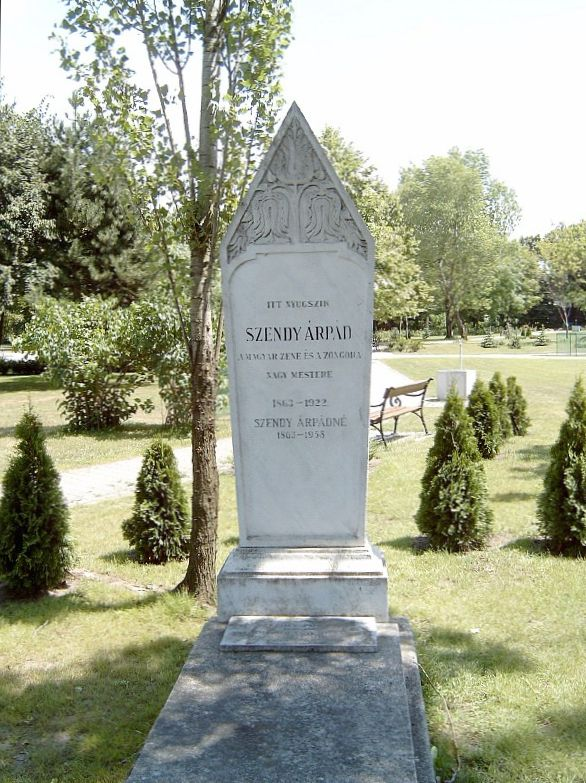
Szendy Árpád sírja

## Nevesebb tanítványai
- Fodor Ernő (zenetanár)
- Hegyi Emánuel zenetanár (1877–1944)
- Höchtl Margit
- Kabos Ilonka
- Lajtha László
- Nagy Géza
- Reschofsky Sándor
- Szirmai Albert
- Unger Ernő

## Művei
- Mária (opera három felvonásban Szabados Bélával, ősbemutató Operaház, 1905. február 28., hat hét alatt ötször adták elő, soha többé nem játszották)
- g-moll vonósnégyes (1905 körül)
- Négy dal, op. 15
- Pièces antiques, op. 16 (hegedű–vonószenekar, ill. hegedű–zongora változatban)
- Magyar poémák zenekarra
- Helikoni szvit (1921 – a Kisfaludy Társaság Greguss-díja, 1923)

Zongoradarabok, dalok, didaktikai művek